# Yancy Gates
Yancy Grayson Gates (ur. 15 października 1989 w Cincinnati) – amerykański koszykarz, występujący na pozycjach silnego skrzydłowego lub środkowego, obecnie zawodnik Socar Petkimspor.
W 2008 został zaliczony do IV składu Parade All-American, jako zawodnik szkoły średniej.
W 2011 zaliczył obóz szkoleniowy z akademicką kadrą USA, przygotowującą się do uniwersjady.
W 2012 reprezentował Detroit Pistons, podczas letniej ligi NBA w Orlando oraz Sacramento Kings w Las Vegas.
8 sierpnia 2019 dołączył do Arged BM Slam Stali Ostrów Wielkopolski. 14 października opuścił klub. 5 listopada został zawodnikiem tureckiego Socar Petkimspor.

## Osiągnięcia
Stan na 6 listopada 2019, na podstawie, o ile nie zaznaczono inaczej.
NCAA
- Uczestnik rozgrywek:
  - Sweet 16 turnieju NCAA (2012)
  - II rudny turnieju NCAA (2011, 2012)
- Zaliczony do
  - I składu:
    - turnieju:
      - konferencji Big East (2012)
      - Maui Invitational (2010)

    - debiutantów Big East (2009)

Drużynowe
- Finalista pucharu:
  - Litwy (2013)
  - Izraela (2014)
- Finalista superpucharu Polski (2019)[6]

Indywidualne
- Uczestnik meczu gwiazd ligi:
  - litewskiej (2013)[7]
  - izraelskiej (2015)[8]